# Pieter de Josselin de Jong
Pieter de Josselin de Jong (Sint-Oedenrode, 2 augustus 1861 – Den Haag, 2 juni 1906) was een Nederlandse kunstschilder, etser, tekenaar, aquarellist en boekbandontwerper.

## Leven en werk
De Jong was lid van de familie De Jong en zijn vader was notaris. Hij doorliep de lagere school in Sint-Oedenrode en de HBS in 's-Hertogenbosch. Hij volgde een opleiding aan de School voor Beeldende Kunsten in 's-Hertogenbosch, de Academie voor Schone Kunsten in Antwerpen en door een koninklijk stipendium kon De Jong zijn studie voortzetten aan de École des Beaux-Arts in Parijs. Hij trouwde in 1897 met Jeltje Kappeyne van de Coppello (1867-1951), telg uit de familie Van de Coppello. Zij kregen vijf kinderen.
Hij schilderde, aquarelleerde, etste en tekende figuurvoorstellingen, interieurs, fabrieksarbeiders, landschappen, bollenvelden, portretten, stillevens, dieren, historische voorstellingen en stadsgezichten.
Hij was achtereenvolgens werkzaam in Sint-Oedenrode, Den Bosch, Antwerpen, Parijs, Rheden, Wassenaar, Den Haag en Rome.
Hij verkreeg de gouden medaille van koning Willem III in 1883. Hij kreeg onderscheidingen op diverse wereldtentoonstellingen, in Amsterdam in 1883 en 1886, in Parijs in 1889 en 1900 en in Saint Louis (USA) in 1904. In 1898 werd hij ridder in de Orde van Oranje-Nassau.
Hij was lid van Arti et Amicitiae in Amsterdam en de Hollandsche Teekenmaatschappij en de Pulchri Studio in Den Haag.
Als portretschilder maakte hij portretten van koningin Wilhelmina en van koningin-moeder Emma.

## Tentoonstellingen en exposities (selectie)
- 1883 - Expositie in Gent met het werk "Het verzoekschrift" aangekocht door het Museum voor Schone Kunsten in Antwerpen
- 1884 - Expositie in Den-Haag met het werk "De vlucht van Kaïn"
- 1893 - Expositie in Chicago
- 1897 - Expositie in München
- 1985 - Tentoonstelling in St. Oederode
- 2017 - Overzichtstentoonstelling in Panorama Mesdag (Den-Haag) 12 november 2017 t/m 11 februari 2018. "Pieter de Josselin de Jong. Een vergeten meester."

## Werken (selectie)
- 1884 - Charles Rochussen
- 1893 - Koningin Emma
- 1886 - Koetsjes bij station Hollands Spoor, Den Haag. Collectie Haags archief.
- 1888 - Londen, koetsen in de mist. Particuliere collectie.
- 1894 - Koning Willem III
- 1898 - Koningin Wilhelmina
- 1890/1900 -  De geul bij Cottessen. Collectie Limburgs Museum, Venlo.
- 1894 - Drie Scheveningse meisjes. Collectie Nederlands Openluchtmuseum, Arnhem
- 1895 - Boer met span paarden aan het eggen op een es in Drenthe. Collectie Drents Museum.
- 1900 - Theo Mann-Bouwmeester
- 1900 - Fabrieksinterieur
- ------- Liggende slapende hond. Collectie Rijksmuseum, Amsterdam.
- ------- Studieblad met ploegen. Collectie Rijksmuseum, Amsterdam
- ------- Slapende arbeiders in treincoupé. Collectie Museum Helmond.
- ------- Staaltrekkers. Collectie Museum Helmond.

## Galerij

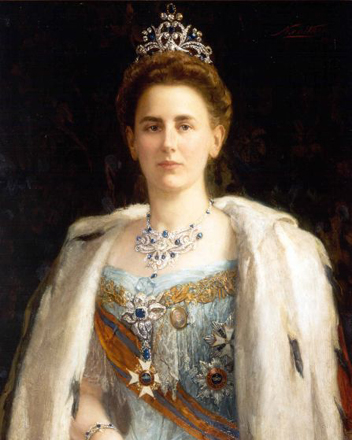
Koningin Wilhelmina
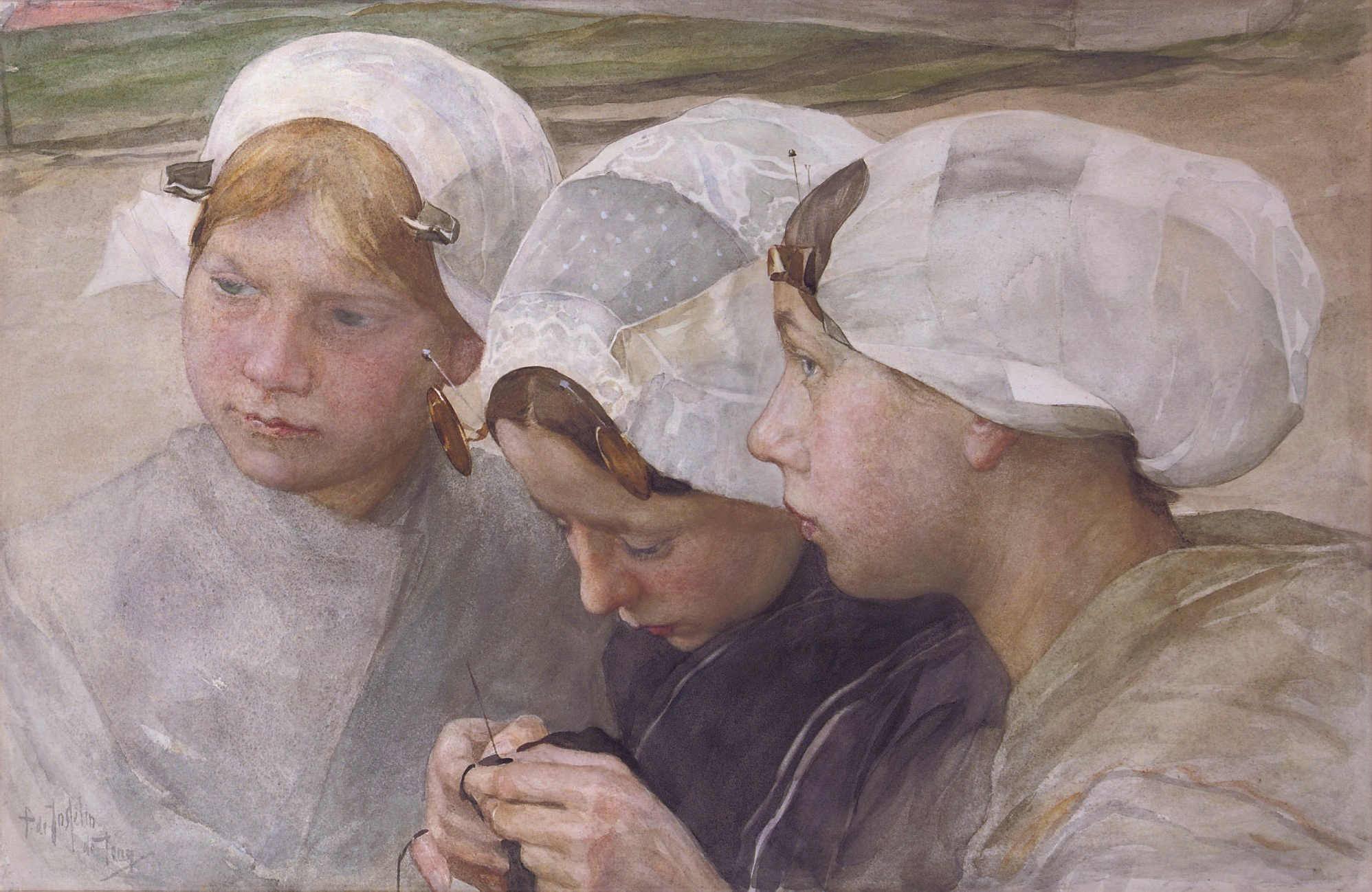
Drie meisjes van Scheveningen
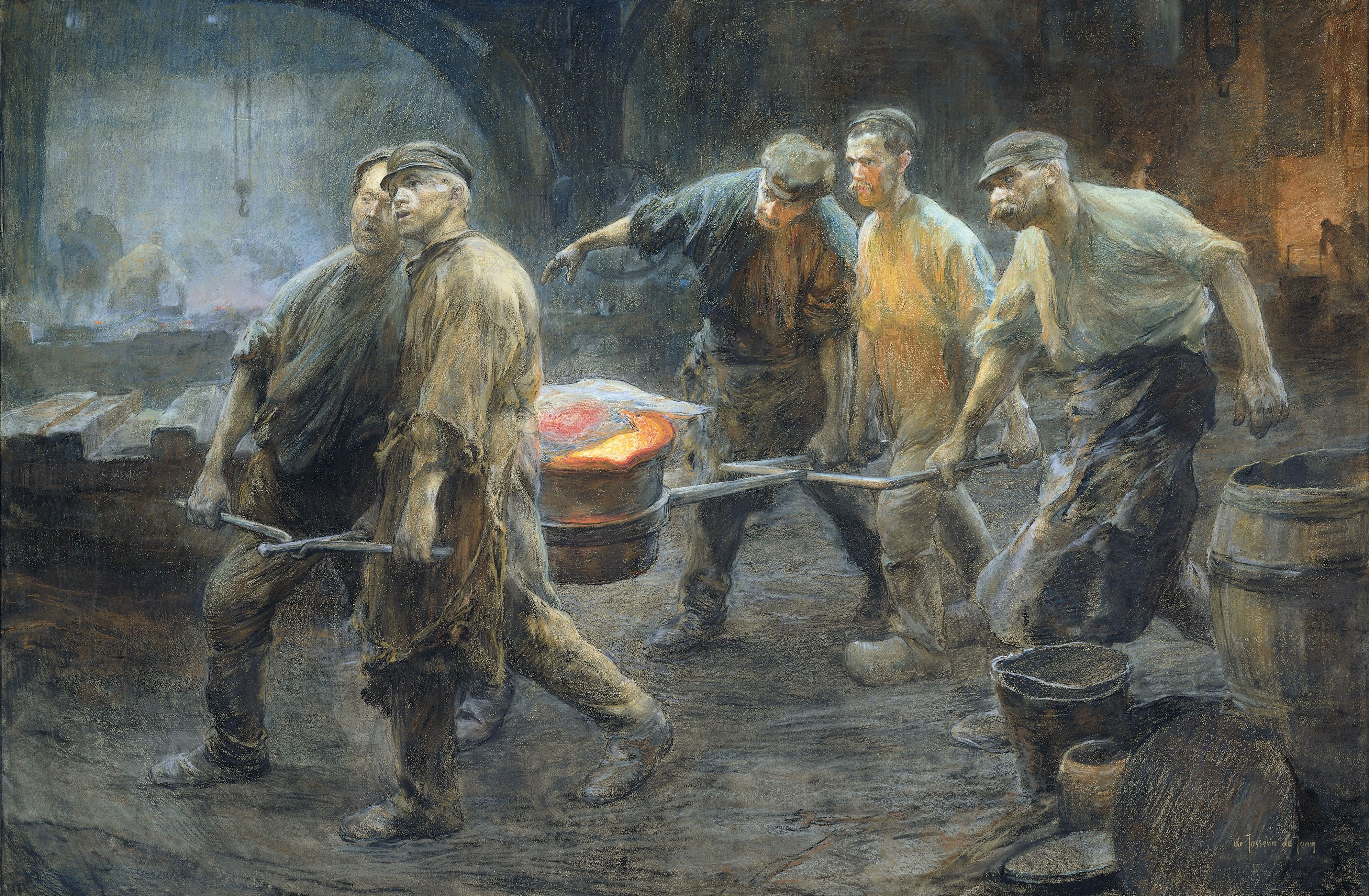
IJzergieterij
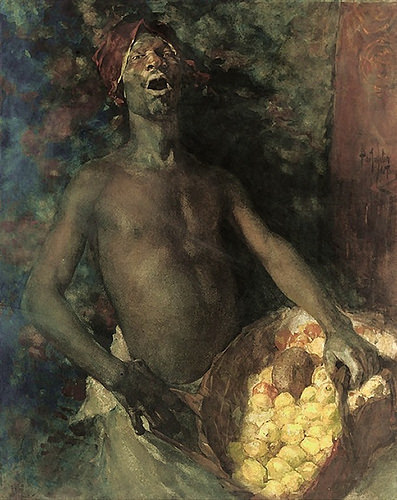
Citroenverkoper
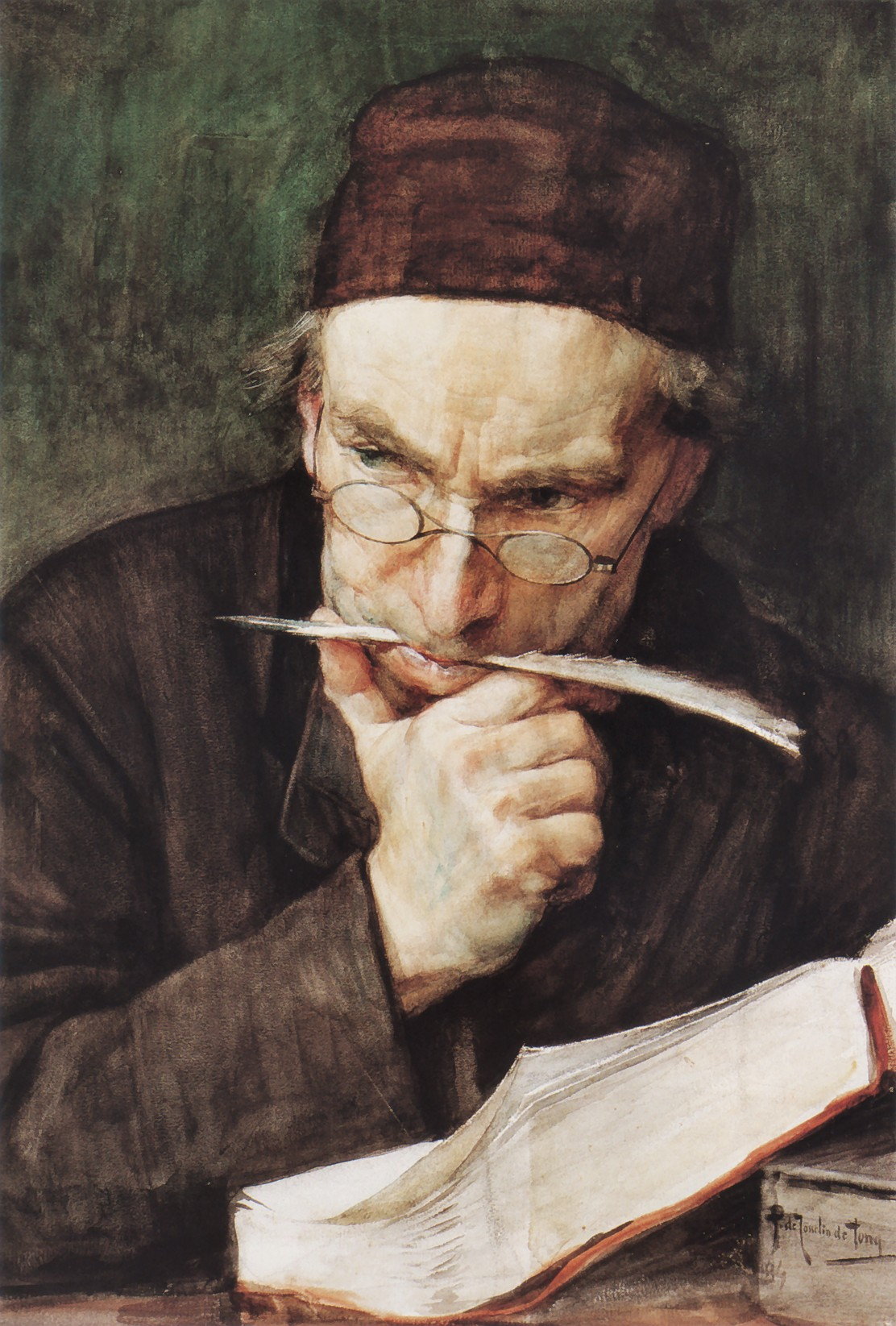
Pennelikker

- Biografisch Portaal: 12612253
- Digitale Bibliotheek voor de Nederlandse Letteren: joss005
- Gemeinsame Normdatei: 113127847X
- International Standard Name Identifier: 0000 0000 7034 810X
- Nederlandse Thesaurus van Auteursnamen: 070072175
- RKD-Nederlands Instituut voor Kunstgeschiedenis: 42956
- Union List of Artist Names: 500030270
- Virtual International Authority File: 4776151172702239210006